# Doug Howlett
Douglas Charles („Doug“) Howlett (* 21. September 1978 in Auckland, Neuseeland) ist ein ehemaliger neuseeländischer Rugby-Union-Spieler von zum Teil tonganischer Herkunft. Er wurde hauptsächlich als Außendreiviertel eingesetzt, aber auch als Schlussmanns. Im Wettbewerb Super Rugby spielte er für die Highlanders, die Hurricanes und die Blues, ehe er seine Karriere in Irland bei Munster Rugby beendete. Mit 49 erzielten Versuchen in 62 Test Matches ist er bis heute der Topscorer der neuseeländischen Nationalmannschaft.

## Biografie
Howlett fing mit dem Rugbyspielen auf der Auckland Grammar School an. Dort war er außerdem ein Sprinter, Kapitän der Leichtathleten und war während seines letzten Schuljahres 1996 Schülersprecher („Head Prefect“). Er sagt selbst, dass seine Schnelligkeit als Sprinter einen großen Effekt auf seine Rugbykarriere gehabt habe. Im Alter von 18 Jahren gab er sein Debüt für die Auckland Rugby Football Union in der National Provincial Championship. 1999 folgte für die Highlanders aus Dunedin der erste Einsatz in der internationalen Liga Super 12, als bisher jüngster Spieler überhaupt. 1998 spielte er für die Hurricanes aus Wellington und ab 1999 für die Blues aus Auckland. Während der Saison 2003 trug er maßgeblich zum Titelgewinn der Blues bei.
Auf internationaler Ebene spielte Howlett zwei Jahre lang für die U21-Nationalmannschaft. Sein Debüt für die All Blacks, die neuseeländische Nationalmannschaft, hatte er am 16. Juni 2000 in Albany gegen sein zweites Heimatland Tonga; dabei erzielte er auf Anhieb zwei Versuche. Aufgrund seiner Spielstärke konnte er sich rasch in der Stammformation etablieren. Obwohl er und Mils Muliaina während der Weltmeisterschaft 2003 je sieben Versuche erzielten und somit gemeinsam Topskorer waren, reichte es den All Blacks lediglich für den dritten Platz. Howlett erzielte insgesamt 62 Versuche für die All Blacks und ist damit alleiniger Rekordhalter Neuseelands. Die zuvor von Christian Cullen gehaltene Bestmarke übertraf er während der Weltmeisterschaft 2007, unter anderem mit einem Hattrick gegen Italien. Einige Tage nach dem Ausscheiden im Viertelfinale gegen Frankreich wurde er am 9. Oktober 2007 vor dem Hotel Hilton beim Flughafen London Heathrow vorübergehend festgenommen, da er im betrunkenen Zustand zwei geparkte Autos demoliert hatte. Zwei Tage später entschuldigte er sich öffentlich für den Vorfall.
Howlett war auch der Topskorer im Super Rugby mit 59 Versuchen, bis sein Rekord im Jahr 2019 durch den Australier Israel Folau übertroffen wurde. Wie mehrere andere Spieler der All Blacks wechselte er im Anschluss an die Weltmeisterschaft nach Europa. Er unterschrieb bei der irischen Mannschaft Munster Rugby in der Celtic League (heutige Pro14) und folgte damit dem Beispiel Cullens. Mit Munster errang Howlett gleich in seiner ersten Saison den Heineken Cup, nach einem 16:13-Finalsieg über Stade Toulousain. Er ist damit der dritte Spieler neben Rod Kafer und Brad Thorn, der die wichtigsten Wettbewerb sowohl der Süd- als auch der Nordhemisphäre gewinnen konnte. Mit Munster gewann er sowohl 2008/09 als auch 2010/11 den Titel der Celtic League.
Im Dezember 2011 erlitt Howlett eine Verletzung an der Achillessehne und fiel für den Rest der Saison aus. Zu Beginn der Saison 2012/13 folgte die Ernennung zum Mannschaftskapitän von Munster. Am 14. Mai 2013 erklärte er seinen Rücktritt als Rugbyspieler, nachdem er sich zwei Monate zuvor eine Schulterverletzung zugezogen hatte. Ende 2013 kehrte er zu Munster zurück, diesmal als Leiter der Werbe- und Marketingabteilung des Teams. Diese Tätigkeit übte er bis zum Herbst 2019 aus.

## Privates
Doug Howlett ist der jüngere Bruder des tongaischen Rugby-League-Nationalspielers Phil Howlett. Im Februar 2007 gründete er die Doug Howlett Outreach Foundation, die zum Ziel hat, neuseeländische Kinder im Alter von 8 bis 14, die akademische sowie auch sportliche Fähigkeiten im Rugby Union, Rugby League und Netball haben, finanziell zu unterstützen. Insbesondere werden Schüler beim Schulgeld, beim Kauf von Schulbüchern und bei der Sportausrüstung unterstützt.